# Montval-sur-Loir
Montval-sur-Loir is een gemeente in het Franse departement Sarthe (regio Pays de la Loire). De plaats maakt deel uit van het arrondissement Mamers. Montval-sur-Loir is op 1 oktober 2016 ontstaan door de fusie van de gemeenten Château-du-Loir, Montabon en Vouvray-sur-Loir. De gemeente telde op 1 januari 2022 5.707 inwoners.

## Geografie
De onderstaande kaart toont de ligging van Montval-sur-Loir met de belangrijkste infrastructuur en aangrenzende gemeenten. De gemeente ligt in de vallei van de Loir.

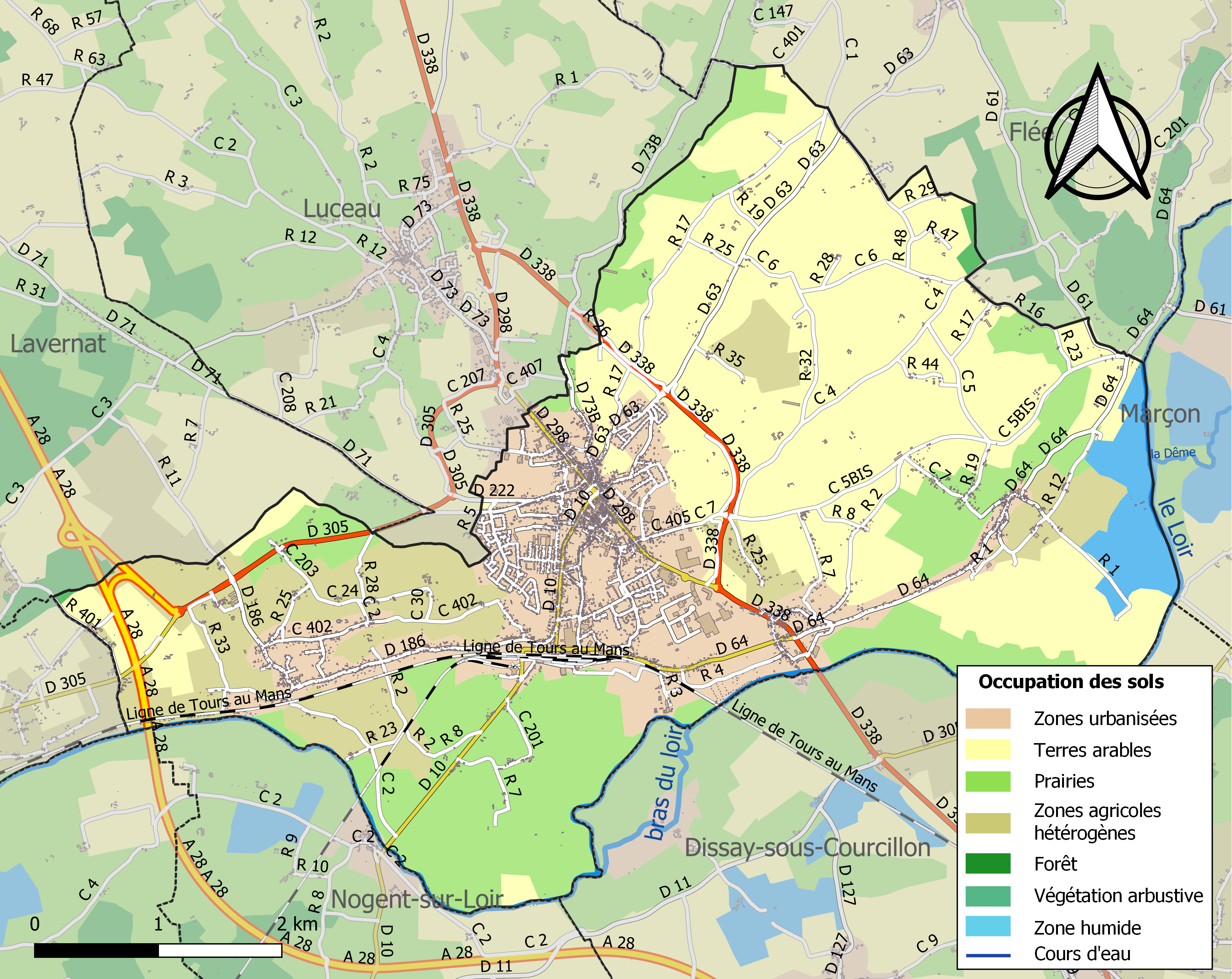